# Dawa Chefa
Dawa Chefa (ou Dawa Chefe) est un woreda de la région Amhara, en Éthiopie.
Avec 133 388 habitants en 2007, c'est le plus peuplé des trois woredas issus de l'ancien woreda Chefe Golana Dewerahmedo.

## Situation
Situé aux environs de Kemise dans la zone Oromia de la région Amhara, le woreda est bordé au sud par le woreda Artuma Fursi (en), au sud-ouest par la zone Semien Shewa, au nord-ouest par la zone Debub Wollo, au nord-est par le woreda spécial Argobba et à l'est par le woreda Dawa Harewa (en).
Le territoire de Dawa Chefa entoure la ville de Kemise mais ce sont des woredas distincts.

## Histoire
Le woreda est issu de la séparation de l'ancien woreda « Chefe Golana Dewerahmedo » [Quand ?] entre trois nouveaux woredas : Dawa Chefe, Dawa Harewa (en) et Kemise[réf. souhaitée].

## Démographie
D'après le recensement national de 2007 réalisé par l'Agence centrale de statistique d'Éthiopie, le woreda Dawa Chefa compte 133 388 habitants et 2 % de la population est urbaine. La quasi-totalité des habitants (98,7 %) sont musulmans.